# Lazare Venot
Lazare Venot (Blanzy, 16 d'agost de 1902 – Montchanin, 12 de març de 1977) va ser un ciclista francès que fou professional entre 1928 i 1932. Aconseguí algunes victòries en proves d'un sol dia. Va correr al Tour de França del 1931.

## Palmarès
- 1929
  - 1r a la Lió-Ginebra-Lió
  - 1r a la Nevers-Vichy-Nevers
  - 1r al Circuit de Jura

### Resultats al Tour de França
- 1931. 31è de la classificació general.
- 1932. 37è de la classificació general.[6]

## Referèncie
1. ↑  «Cycling Museum - Lazare VENOT». [Consulta: 20 abril 2025].
2. ↑  «Lazare Venot». Cycling Archives. [Consulta: 16 octubre 2020].
3. ↑  wielersite.com - 2025, de; Archives, Cycling. «Lazare Venot» (en anglès). [Consulta: 20 abril 2025].
4. ↑  «Tour de France 1931». Cycling Archives. Arxivat de l'original el 26 de gener 2021. [Consulta: 16 octubre 2020].
5. ↑  «"25ème Tour de France 1931». Memoire du cyclisme. Arxivat de l'original el 24 January 2012. [Consulta: 20 d’abril 2025].
6. ↑  Durand, Jean-Marie. Les as du vélo: Le Tour de France cycliste, 1869-1939 (en francès).  FeniXX, 1983, p. 409. ISBN 978-2-307-66162-7.